# 林勝 (野球)
林 勝（はやし まさる、1941年7月16日 ‐ ）は、日本の高校野球指導者。滋賀県出身。現役時代は捕手、外野手。

## 来歴
滋賀県立伊香高等学校では春季近畿大会でベスト4まで進出した経験はあるが、甲子園大会とは無縁だった。中京大学に進学したが1年で退学し、日本大学に再入学した。日大野球部では外野手として1試合しか出場できなかった。
1965年に卒業して帰郷、創立4年目の滋賀県立能登川高等学校に保健体育教師として赴任。翌年から野球部監督に就任し、1975年の第47回選抜高等学校野球大会に同校を甲子園初出場させた。
1978年に開校3年目の滋賀県立長浜高等学校に転じ、野球部監督に就任。1年目は練習試合を含めて18戦全敗に終わったが、1984年の第66回全国高等学校野球選手権大会に同校を導き、初戦の岩手県立大船渡高等学校戦で自身甲子園初勝利も記録した。
1987年に滋賀県立八幡商業高等学校に移り2001年まで指揮し、1988年からは戦後初となる4年連続での夏の選手権大会に出場し、いずれも初戦突破を果たした。選抜大会は1989年の第61回選抜高等学校野球大会は初戦敗退したが、1993年の第65回選抜高等学校野球大会では自身初の1大会2勝を上げベスト8まで進出した。2000年の第82回全国高等学校野球選手権大会で八幡商監督として選手権大会初の初戦敗退を喫した。八幡商で指揮した15年間で、春夏秋の県大会での優勝回数は通算15回、春夏を通じ7回もの甲子園大会出場を果たした。